# اینگرید ون رزن
اینگرید ون رزن (انگلیسی: Ingrid von Rosen، ۱۷ ژانویهٔ ۱۹۳۰ – ۲۰ مهٔ ۱۹۹۵) که به عنوان اینگرید برگمن شناخته می‌شود، یک روزنامه‌نگار اهل سوئد بود. او در سال ۱۹۷۱ با کارگردان سوئدی، اینگمار برگمان ازدواج کرد.

## زندگی‌نامه
اینگرید کارلبو در سال ۱۹۳۰ در استکهلم به دنیا آمد او در سال ۱۹۵۳ با کنت یان کارل فون روزن ازدواج کرد و در سال ۱۹۷۱ با اینگمار برگمان ازدواج کرد. انگرید ون رزن در سال ۱۹۹۵ در ۶۵ سالگی بر اثر سرطان معده درگذشت.
دفتر خاطرات او بخشی از کتاب بیوگرافی Tre dagböcker (به معنای واقعی کلمه: سه خاطرات) است که در سال ۲۰۰۴ توسط اینگمار برگمان و دخترشان، نویسنده ماریا فون روزن منتشر شد. بیوگرافی شامل یادداشت‌های روزانه آنهاست که در زمان مرگ اینگرید فون روزن، پس از ۲۴ سال ازدواج با برگمان، نوشته شده‌است. اینگمار برگمن در پیشگفتار کتاب می‌نویسد که در سال ۱۹۵۷ با اینگرید فون روزن آشنا شد و تا سال ۱۹۶۹ با او رابطه نامشروع داشت. در آن دوره، اینگمار دو ازدواج با گان گروت و کابی لارتی را پشت سر گذاشت. او همچنین با بازیگر لیو اولمان رابطه داشت.
ماریا ون روزن در سال ۱۹۵۹ به دنیا آمد، همان سالی که برگمن از گروت طلاق گرفت و با لارتی ازدواج کرد. اینگمار برگمن تا قبل از ۲۲ سالگی به ماریا نگفت که پدر اوست. وقتی در سال ۱۹۷۱ با اینگرید فون روزن ازدواج کرد، چهار بار ازدواج کرده بود و هشت فرزند دیگر از جمله یک دختر از لیو اولمان داشت. قبل از انتشار کتاب در سال ۲۰۰۴، او هرگز علناً فاش نکرد که پدر ماریا است.